# Bolboschoenus stagnicola
Bolboschoenus stagnicola là một loài thực vật có hoa trong họ Cói. Loài này được (Raymond) Soják mô tả khoa học đầu tiên năm 1979 publ. 1980.